# Lindsaea decaryana
Lindsaea decaryana är en ormbunkeart som först beskrevs av Carl Frederik Albert Christensen, och fick sitt nu gällande namn av Kramer. Lindsaea decaryana ingår i släktet Lindsaea och familjen Lindsaeaceae. Inga underarter finns listade.